# Вулиця Тулузи
Ву́лиця Тулу́зи — вулиця у Святошинському районі міста Києві, житловий масив Микільська Борщагівка. Пролягає від Кільцевої дороги і вулиці Зодчих до проспекту Леся Курбаса.
Прилучається бульвар Жуля Верна.

## Історія
Вулиця виникла в кінці 60-х років XX століття, сучасна назва — з 1970 року, на честь Тулузи — французького міста-побратима Києва.